# Quercus agrifolia
Quercus agrifolia — вид рослин з родини букових (Fagaceae); поширений у Каліфорнії, США й Нижній Каліфорнії, Мексика.

## Опис
Дерево заввишки від 6 до 25 м, але частіше чагарник. Кора дерев гладка і з віком розвиває глибокі хребти, вона сірого або темно-коричневого кольору. Гілки часто досягають землі в місцях, де бракує випасу. Листки 2.5–7 × 1.2–4 см, вічнозелені, товсті, еліптичні, овальні або довгасті, іноді майже округлі, найчастіше опуклі вгорі; верхівка тупа або слабо гостра; основа округла або віддалено серцеподібна; край з колючими зубами, рідко цілий; зверху темно блискуче-зелені та голі, знизу блідіші, з деякими пахвовими пучками зірчастих трихомів; ніжка листка злегка запушена, 0.5–1.5 см завдовжки. Сережки довжиною 3–6 см. Жолуді сидячі, витягнуті й загострені, парні або найчастіше поодинокі, завдовжки 2.5–3.5 см; чашечка охоплює 1/4 або 1/3 горіха; дозрівають за 1 рік. 2n = 24.
Цвіте від ранньої весни до середини весни.

## Середовище проживання
Ендемік узбережжя Каліфорнії, США й півночі Нижньої Каліфорнії, Мексика.
Зростає в дубових рідколіссях, у змішаних вічнозелених лісах і співпанує в горіхових рідколіссях Південної Каліфорнії; на висотах 0–1500 м. Росте в добре дренованих ґрунтах. Добре пристосований до вогню.

## Використання
Забезпечуючи деякі з найважливіших середовищ існування для багатьох комах, птахів та ссавців у Каліфорнії, Quercus agrifolia також годує багатьох птахів та гризунів своїми жолудями, а своїм листям забезпечує важливе джерело їжі для чорнохвостого оленя. Quercus agrifolia допомагає контролювати ерозію, стабілізуючи ґрунт на схилах, і є важливим для використання в реабілітаційних проектах, як-от поліпшення водозбору та відновлення середовища існування дикої природи. Це також важливий елемент в озелененні.
Деревина не підходить як будівельний матеріал, але використовується для дров і деревного вугілля. Жолуді легко споживаються худобою.

## Загрози й охорона
Зрілі дерева дуже сприйнятливі до Phytophthora ramorum, яка може знищити здорове дерево за кілька тижнів чи років. У Каліфорнії хвороба набула "масштабів епідемії".
Каліфорнійська програма збереження дубових лісів дозволяє власникам земель, природоохоронним організаціям, містам та округам отримати фінансування для проектів, спрямованих на збереження та відновлення лісових лісів Каліфорнії.

## Галерея

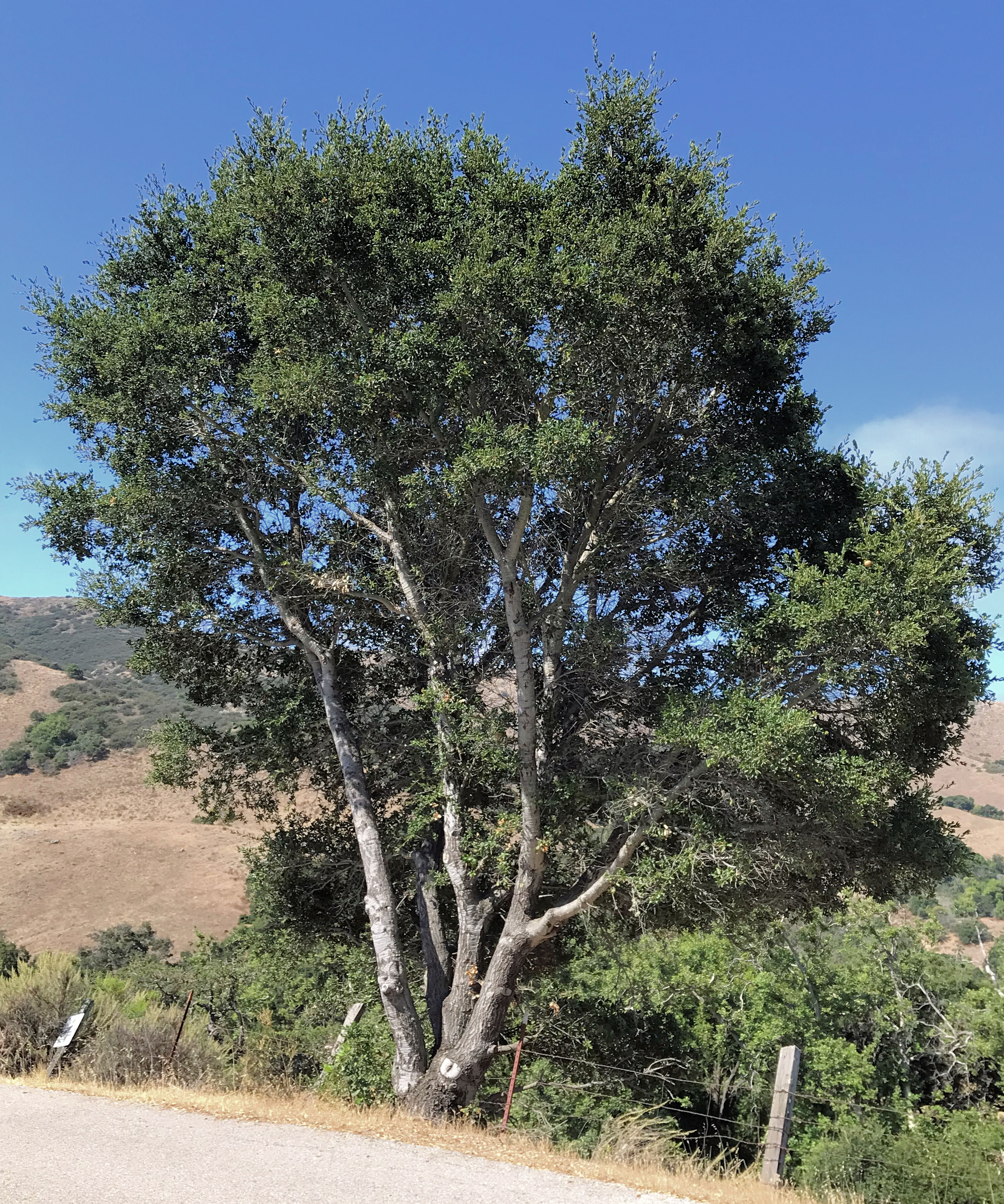
дерево
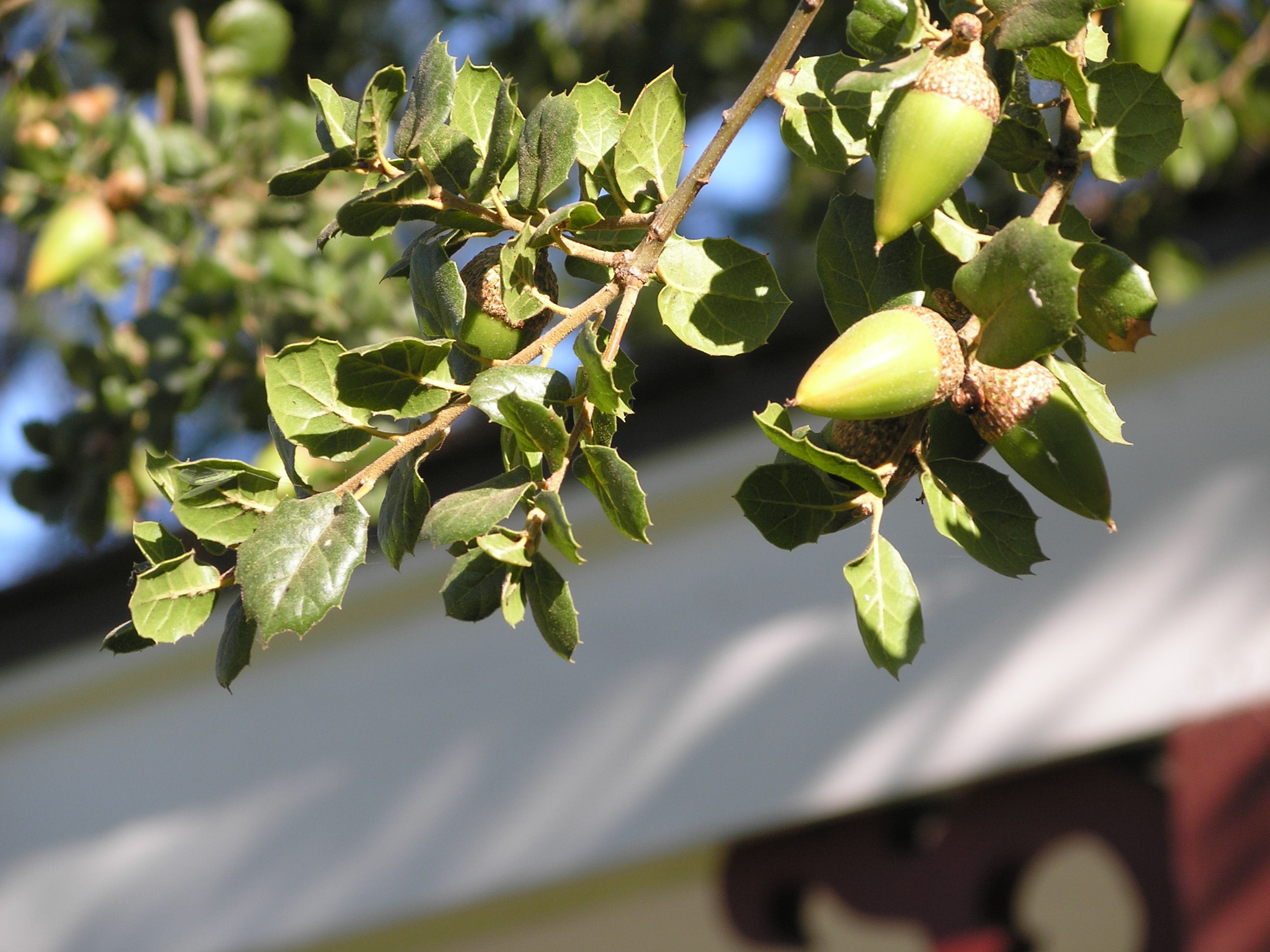
листки й жолуді
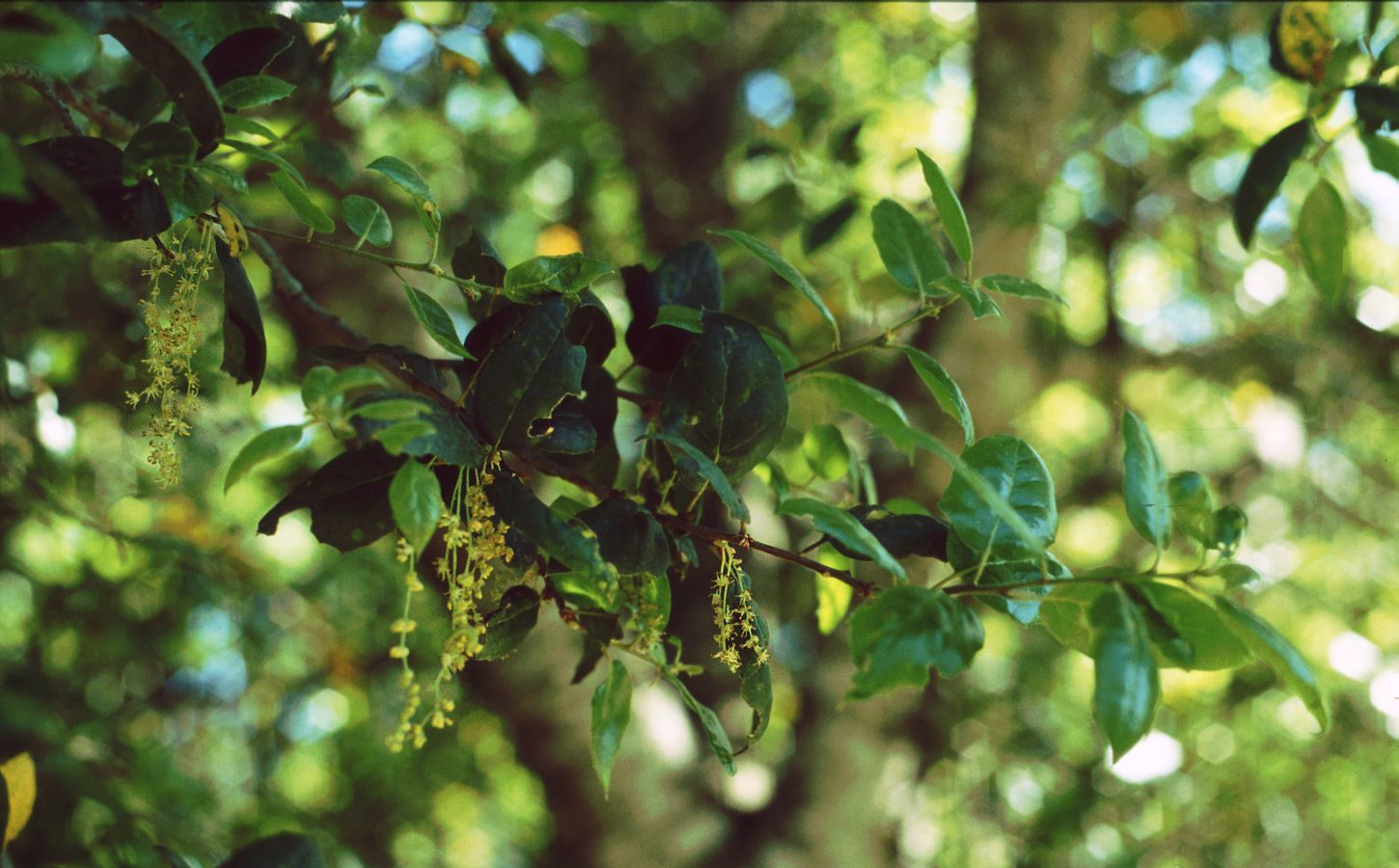
суцвіття
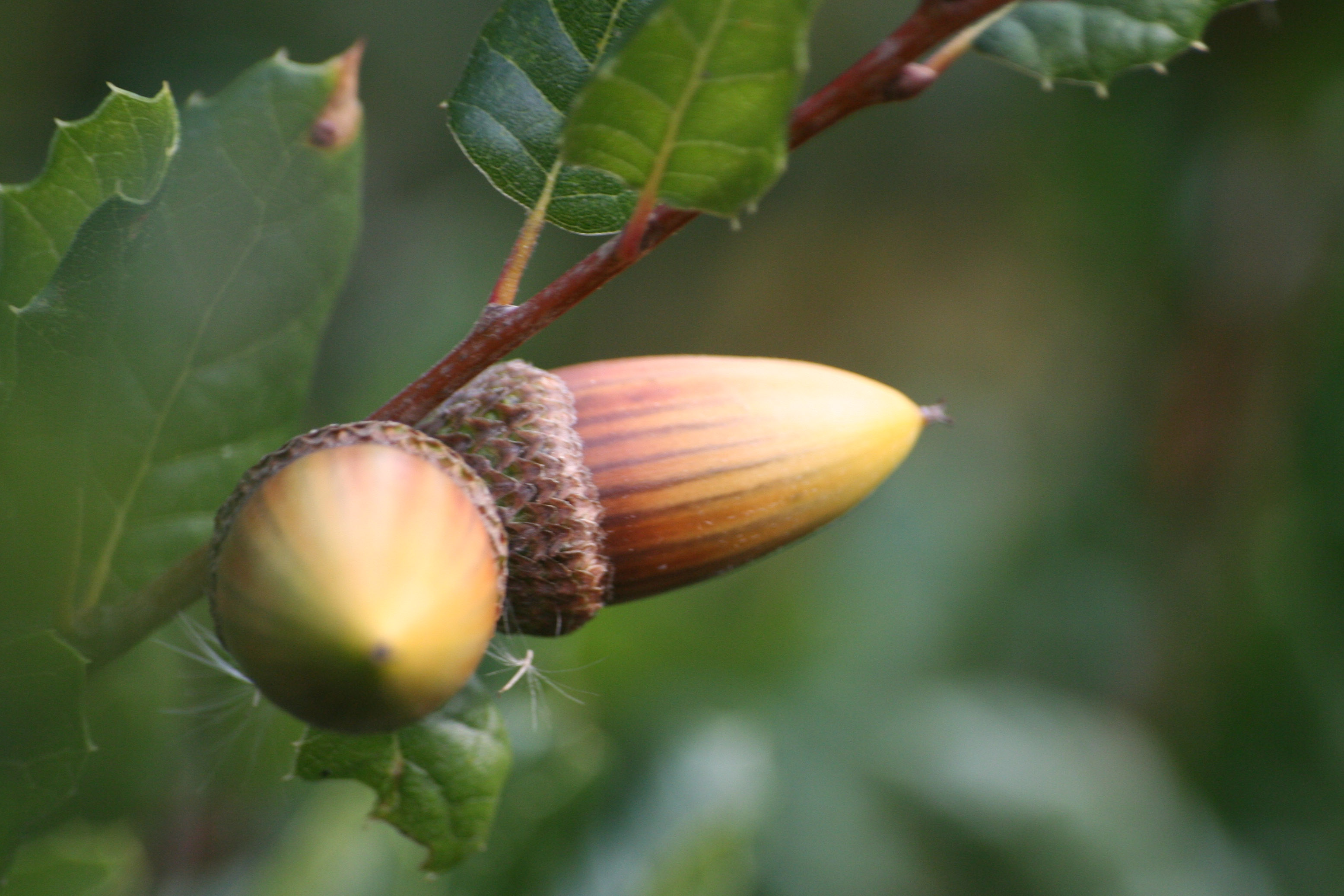
жолуді